# Rumini és a négy jogar
A Rumini és a négy jogar Berg Judit magyar író Rumini (könyvsorozat) harmadik része.
A Szélkirálynő nevű hajó ezúttal nyugatra utazik. Az Arany-tenger szigetvilágát négy nemzet lakja: hódok, kígyók, teknősök és fénylények. E népek mind békében éltek egymással ezidáig. Ám Hódító Hodrik, miután a régi hódkirálytól, Tükörfarkú Kasztortól aljasul elveszi birodalmát, a többi nemzetség jogarára áhítozik, s ezekkel akar törhetetlen uralomra törni. A Szélkirálynő matrózai is hamar rájönnek: egy módon juthatnak innen haza, ha segítenek békét hozni a Hódszövetségbe.

## Cselekmény
|  | Alább a cselekmény részletei következnek! |

A Szélkirálynő hatalmas viharba keveredik.
Nemsokára azonban egy szigethez érnek, ahol éjszakára lehorgonyoznak. Fecó felébreszti Ruminit, a fedélzetre osonnak, és furcsa fénynyalábot pillantanak meg a parton. Megítélésük szerint a sziget a forrása, nem lehet tűz és igen gyorsan mozog. Másnap a kapitány mindenkinek beszámol a különös jelenségről (hisz' az éjjel az őrök riasztották a tiszteket, Rumini és Fecó titokban volt odakinn). A felfedezőcsapat (Rumini, Balikó, a kapitány, Fecó stb.) a szárazföldre indul, amit, mint kiderül, mocsár borít.
Az óvatlan Ruminit azonban egy kígyó lehúzza a mocsár mélyére, ahol a fent említett csúszómászók világába csöppen. Miután a király kifaggatja, egy kis arany kígyó (Szerpentinia) tanácsára szabadon engedik. Rumini a barátai között ébred, s karján egy arany, kígyószerű karkötőt talál, amit sehogyan sem sikerül leszednie. Mindemellett semmire sem emlékszik.
A kis hajósinas a hajón két kis fénylényt vesz észre, akiket foglyul ejt, majd a kabinjába visz. Pilács és Gyógyó Rogyó a két kis fénylény elmesélik, hogy a titokzatosan feltűnt új hódkirály, Hódító Hodrik által elrabolt társaikat akarják kiszabadítani.
A Szélkirálynő eléri Kopjásvéget, ahol a barátságos Kopjás Kornél hódkormányzó vendégül látja őket. Mint kiderül, két honfitársuk, Szimathy Szaniszló és lánya, Johanna is itt él, akinek Fecó csakhamar udvarolni kezd. Ám a három jó barát úgy dönt, kicsit szétnéz a várban. Így, mintha csak a mosdóba mennének, kilépnek az étkezőből.
Az őrök figyelő szemétől csak Rumini szabadul meg, aki egy szobába téved. A tudós Omnitudorral találkozik, aki arra hívja fel a figyelmét, hogy amíg a karkötőt viseli, nincs biztonságban, viszont nagyon vigyázzon rá. Elmondja, hogy óvakodjon a Tiltott-szigettől (ahol Hodrik építkezik), melyen három forrás található: Fordí, Zsibbasz és Fogvatar. Ezek, ha vizüket rossz célra használják, bajt okoznak. Hódító Hodrik megszerezte már a kígyók és a fénylények jogarát, s a hódoké is nála van. Beszélgetésük után a kormányzó fiának, Ábelnek a szobájába jut. Társalgásuknak egy ajtókopogtatás vet véget, de Ábel egy hazugsággal megmenti Ruminit a megrovástól.
Visszaérve a hajóra, Rumini elmeséli Balikónak és Fecónak a történteket, s Johanna udvarlója a kis fénylényeket is megismeri. Ezután Gátvárosba hajóznak, ahol erőszakos „rutinellenőrzésnek” vetik alá a Szélkirálynőt. Riz Ottó hódparancsnok arra figyelmezteti Hodrikot, hogy egy aranykarkötőt viselő egér fog a birodalmára törni.
Hodrik vacsorára hívja a matrózokat, s Rumininek végre sikerül leszednie a karkötőt. Étkezés után a király fürdőre invitálja vendégeit, ezúttal a Fordí-tó vizében mártózhatnak meg. Ám ettől a viselkedésük a visszájára fordul, s így Hodrik barátai lesznek. Szerpentinia figyelmezteti Ruminit és Balikót, úgyhogy ők elmenekülnek.
A plafonon csöveket vesznek észre, amikben, mint kiderül fénylények világítanak. Egy ilyen fénycsőben megjelenik Foszforeszkó kapitány, akitől megtudják, hogy Pilács és Gyogyó fogságba esett. Az étkezőbe visszatérve megtapasztalják, mi történt barátaikkal a fürdő hatására.
A két kisegér kabinfogságot kap, a látószelencéből azonban sikerül kideríteniük, hol van Pilács és Gyogyó Rogyó. Szerpentiniát pedig a gonosz cickány, Ákum Vákuum (varázsló, Hodrik tanácsosa) ejtette foglyul, s egy üveggömbbe, a Fogvatar-tó vizébe zárta. Az áruló Neont Foszforeszkóval összekötözték, nehogy megszökjön.
Kopjásvégbe visszaérkezve a kormányzó és Szimathy úr vonakodva ugyan, de megengedik, hogy Ábel és Johanna a Szélkirálynőn sétahajókázzon. A kapitány Galléros Fecó javaslatára újra a kabinba zárja a két hajósinast. A vendégek pedig úgy tudják, hogy „a hasukat elrontva a gátvárosi kórházban maradtak”. Igen ám, de kiderül, hogy a Tükörtó-szigetre (ahol Gátváros van) viszik őket, hogy így a kormányzó és Szimathy úr gyermekeikért cserébe odaadják nekik Omnitudort teknősjogarostul. Meglepetésükre maga a bölcs teknős száll ki az utazóládából.
Miután kiszabadítják Ruminit és Balikót, kupaktanácsot tartanak. Omnitudor kideríti, hogy ha pár napon belül nem fürdetik meg újra a legénységet, örökre ilyenek maradnak. A vén teknős magával hozta a teknősjogart, és szökni szeretne, hogy megkeresse Kőpáncélos Agaton teknőskirályt.
A Hírharang egy olyan tárgy, ami elmondja, amire kíváncsiak vagyunk, feltéve, hogy már megtörtént. Kornél és Szaniszló úr tőle tudja meg, mi történt gyermekeikkel. Ám a Hírharangból kettő van, egy Kopjásvégen és egy Ákum Vákuum tulajdonában. Ha az egyik válaszol egy kérdésre, testvére megismétli azt. Így Ákum Vákuum megtudja, hogy a Szélkirálynő „sikerrel járt”.
Omnitudor megszökik, de véletlenül magával sodorja Balikót is. A jogar rubinvörös fényburkot von maguk köré, így védi őket.
Ákum Vákuum, miután a Hírharangtól megtudja, hogy Omnitudor a teknősjogarral Kőpáncélos Agatont keresi, ill. hogy a kormányzó Viharmadár hajójával az egerek után ered, Hodriknak számol be minderről. Majd azt a tanácsot adja, hogy amint megérkezik a Szélkirálynő, Ábelt vigye a Tiltott-szigetre, a Fogvatar-tóba, Tükörfarkú Kasztor mellé. A három jogar segítségével pedig a negyediket is megtalálhatja. Egy pergamélt is ad neki (melynek tulajdonsága, hogy ha valaki ír egy másik pergamélre, az az összes többi pergamélen megjelenik), hogy üzenhessen neki. Monília úrnő, Hodrik felesége, Fecó javaslatára Johannát maga mellé veszi udvarhölgynek. Ruminit börtönbe zárják.
Omnitudor és Balikó Bíborkorall Tohonyaparkba érkezik, Diadém Dodi királyságába. Itt a sok lusta ékszerteknős naphosszat mulatozik, s erről a helyről senkinek nincs tudomása. Diadém Dodinak esze ágában sincs útjukra engedni őket, nehogy kifecsegjék világuk hollétét.
Rumini kiszabadul a börtönből, majd eljut a fénylények szállására, ahol találkozik Foszforeszkó kapitánnyal, Piláccsal és Gyogyóval. Az áruló Neont zsebrevágja, s elindulnak Ákum Vákuum szobájába. Itt megtalálják Szerpentiniát, de Rumini belenyúl az üveggömbe, így ottragad az ujja. A kapitány és Gyogyó Rogyó Johannához siet.
Az egérkisasszony kiszabadítja Ruminit és Szerpentiniát, majd a kikötőbe sietnek, ahol sok-sok apró fénylénnyel együtt Monília úrnő buborékúszójába (a hódok által használt vízalatti jármű) szállnak be, azzal utaznak a Tiltott-szigetre.
Omnitudor és Balikó Bizsu segítségével megszöknek Tohonyaparkból. Rövidesen találkoznak Bernát testvérrel, a remeterákkal, aki felvilágosítja őket, hogy ha egy héten belül megfürdik a matrózsereg a Fordí-tóban, visszaváltoznak. Illetve azt is tudtukra adja, hogy a teknőskirály a Szilex Pagurusz nevű szigeten van.
A Szélkirálynő és az Aranypikkely (Hodrik hajója) a Tiltott-szigetre hajózik, ahol Ábelt is a Fogvatar-tói barlangba zárják. Majd, miután összeillesztik a három jogart, hogy tudják, hol a negyedik, az Aranypikkely északnak indul.
Ákum Vákuum észreveszi, hogy egy pergamél hiányzik, így nem mer üzenetet küldeni Hodriknak. A szökevények találkoznak Bernát testvérrel, akitől megtudják, hogy Balikóék Szilex Paguruszra tartanak, s ezt Rumini fel is írja a nála levő pergamélre, nehogy elfelejtse (így erről Hodrik és Ákum Vákuum tud majd). Titokban kötnek ki a Tiltott-szigeten, ahol találkoznak Galléros Fecóval, akit Rumini a Fordí-tóba lök.
Kopjás Kornél megkérdi a Hírharangot, hogy mi történt a hajójával 30 évvel ezelőtt. Mivel az elsüllyedt, sikerül megtévesztenie Ákum Vákuumot, aki megírja Hodriknak. Fecó közben a legénységet is visszaváltoztatja, s egy csellel Kasztor királyt és udvartartását is a Szélkirálynőre viszik. Ám amikor Rumini előveszi a pergamélt, szomorúan veszi tudomásul, hogy a kormányzó „meghalt”.
Ekkor a Viharmadár feltűnik a horizonton, ágyútüzet zúdít a Szélkirálynőre, majd megtudja, hogy az egerek is Hodrik ellenségei. Omnitudor figyelmezteti a teknőskirályt, így az egerek, a fénylények, a teknősök, a kígyók és Kopjás Kornél legyőzi Hodrikot.
A győzelem örömére előbb Szilex Paguruszon, majd Gátvárosban rendeznek lakomát. Ezután Szimathy úr és leánya a Szélkirálynőn Egérországba utazik.
|  | Itt a vége a cselekmény részletezésének! |

## Szereplők
- Rumini a főszereplő
- Balikó Rumini legjobb barátja
- Bojtos Benedek a kapitány
- Sebestyén a kormányos
- Cincogi doktor a hajóorvos
- Negró a fedélzetmester
- Ajtony a hajószakács
- Dundi Bandi gyáva, de jószívű matróza
- Sajtos Pedro az őrszem
- Galléros Fecó
- Tubák a hallgatag matróza
- Roland
- Brúnó
- Fábián
- Frici
- VIII. Szerpentész a kígyókirály
- Panír
- Szerpentinia
- Pilács a bátor fénylény
- Gyogyó Rogyó a makogó fénylény
- Zsilip
- Ákum Vákuum a gonosz cickány, Hodrik tanácsosa
- Szimathy Szaniszló
- Szimathy Johanna Szimathy Szaniszló lánya
- Omnitudor a bölcs, vén teknős
- Kopjás Kornél kormányzó
- Kopjás Ábel Kopjás Kornél fia
- Riz Ottó
- Monília úrnő Hodrik felesége
- Foszforeszkó kapitány
- Neon a fénylények árulója
- Diadém Dodi Bíborkorall Tohonyapark ura
- Bizsu ékszerteknős, ő segít megszökni Omnitudornak és Balikónak
- Strasszer
- Bernát testvér a remeterák
- Pézsma
- Ártéry kapitány
- Kéreg parancsnok
- Lux Pollux a fénylények királya
- Kőpáncélos Agaton a teknőskirály
- Tükörfarkú Kasztor a hódkirály

## Helyszínek
- Mocsársziget
- Kopjásvég
- Tükörtó-sziget
- Bíborkorall Tohonyapark
- Tiltott-sziget
- Szilex Pagurusz

## Fejezetei
- 1. A vihar
- 2. A mocsársziget
- 3. Az arany karkötő
- 4. Fények a sötétben
- 5. Kopjásvég
- 6. Véletlen találkozások
- 7. Érkezés Gátvárosba
- 8. Hódító Hodrik
- 9. A fürdő
- 10. Különös változások
- 11. Kabinfogság
- 12. Az útitárs
- 13. A kupaktanács
- 14. A Hírharang
- 15. Bánat és remény
- 16. Hadi előkészületek
- 17. A Bíborkorall Tohonyapark
- 18. A szökés
- 19. A buborékúszó
- 20. A remete
- 21. A Tiltott-sziget
- 22. Két pofon
- 23. A Viharmadár és a Szélkirálynő
- 24. A csata
- 25. A négy király